# Verbascum
Verbascum es un género de la familia Scrophulariaceae con cerca de 250 especies. Son nativas de Europa y Asia con la mayor diversidad en la región del Mediterráneo.

## Descripción
Son plantas bienales o perennes, raramente anuales o subarbustos, alcanzan 0,5-3 metros de altura. Las plantas bienales forman un denso rosetón de hojas a nivel del suelo el primer año, emitiendo durante la siguiente estación un largo tallo floral. Las hojas se disponen en espiral, a menudo densamente velludas, excepto en algunas especies. Las flores tienen cinco pétalos simétricos de color amarillo, naranja, rojo marrón, púrpura, azul o blanco. La fruta es una cápsula que contiene numerosas semillas.

## Usos y cultivo
Se han introducido varias especies (y en algunos casos naturalizado) en ambos hemisferios americanos Australia y Hawái. 
Desde el año 2000, se han creado un número de cultivares híbridos que han aumentado el tamaño de la flor en tallos de menor altura e incrementado la longevidad de la planta. También se han introducido nuevos colores en el género. Muchos se cultivan a partir de semilla, tanto los perennes de vida corta como los bienales. Paisajísticamente, Se valoran por su aspecto alto y estrecho y por su prolongada floración, incluso en terrenos secos.
Las especies tienen una dilatada historia de uso en medicina y están consideradas como tratamiento eficaz para el asma y las enfermedades respiratorias.

Los extractos obtenidos de las flores son un tratamiento eficaz contra las infecciones de oídos. Los nativos norteamericanos ya utilizaban las semillas de estas plantas como veneno paralizante de peces, debido a su alto contenido en rotenona. Una de las especies, Verbascum thapsus, se utiliza como remedio herborístico contra la inflamación de garganta, tos y enfermedades pulmonares.